# Delray Beach Open 2017 - Qualificazioni singolare
Le qualificazioni del singolare del Delray Beach Open 2017 sono state un torneo di tennis preliminare per accedere alla fase finale della manifestazione. I vincitori dell'ultimo turno sono entrati di diritto nel tabellone principale. In caso di ritiro di uno o più giocatori aventi diritto a questi sono subentrati i lucky loser, ossia i giocatori che hanno perso nell'ultimo turno ma che avevano una classifica più alta rispetto agli altri partecipanti che avevano comunque perso nel turno finale.

## Teste di serie
1. Steve Darcis (qualificato)
2. Chung Hyeon (ultimo turno)
3. Vasek Pospisil (ultimo turno)
4. Tobias Kamke (primo turno)

1. Rajeev Ram (primo turno)
2. Peter Polansky (primo turno)
3. Benjamin Becker (ultimo turno)
4. Darian King (ultimo turno)

## Qualificati
1. Steve Darcis
2. Kimmer Coppejans

1. Tim Smyczek
2. Akira Santillan

## Tabellone

### Legenda
| - Q = Qualificato - WC = Wild card - LL = Lucky loser | - ALT = Alternate - SE = Special Exempt - PR = Protected Ranking | - w/o = Walkover - r = Ritirato - d = Squalificato |

### Sezione 1
|  | Primo turno | Primo turno  | Primo turno  | Primo turno | Primo turno |  |  | Ultimo turno | Ultimo turno | Ultimo turno | Ultimo turno | Ultimo turno |  |
|  |             |              |              |             |             |  |  |              |              |              |              |              |  |
|  | 1           | Steve Darcis | Steve Darcis | 6           | 6           |  |  |              |              |              |              |              |  |
|  | Alt         | Marcos Giron | Marcos Giron | 2           | 0           |  |  | 1            | Steve Darcis | Steve Darcis | 6            | 6            |  |
|  |             | Elias Ymer   | Elias Ymer   | 4           | 1           |  |  | 8            | Darian King  | Darian King  | 1            | 4            |  |
|  | 8           | Darian King  | Darian King  | 6           | 6           |  |  |              |              |              |              |              |  |

### Sezione 2
|  | Primo turno | Primo turno      | Primo turno | Primo turno | Primo turno |  |  | Ultimo turno | Ultimo turno     | Ultimo turno | Ultimo turno | Ultimo turno |  |
|  |             |                  |             |             |             |  |  |              |                  |              |              |              |  |
|  | 2           | Chung Hyeon      | Chung Hyeon | 6           | 6           |  |  |              |                  |              |              |              |  |
|  | WC          | Péter Nagy       | Péter Nagy  | 2           | 0           |  |  | 2            | Chung Hyeon      | 6            | 2            | 2            |  |
|  | Alt         | Kimmer Coppejans | 4           | 7           | 7           |  |  | Alt          | Kimmer Coppejans | 3            | 6            | 6            |  |
|  | 5           | Rajeev Ram       | 6           | 5           | 65          |  |  |              |                  |              |              |              |  |

### Sezione 3
|  | Primo turno | Primo turno    | Primo turno    | Primo turno | Primo turno |  |  | Ultimo turno | Ultimo turno   | Ultimo turno   | Ultimo turno | Ultimo turno |  |
|  |             |                |                |             |             |  |  |              |                |                |              |              |  |
|  | 3           | Vasek Pospisil | Vasek Pospisil | 6           | 6           |  |  |              |                |                |              |              |  |
|  | WC          | Boris Kozlov   | Boris Kozlov   | 4           | 1           |  |  | 3            | Vasek Pospisil | Vasek Pospisil | 2            | 2            |  |
|  |             | Tim Smyczek    | Tim Smyczek    | 6           | 6           |  |  |              | Tim Smyczek    | Tim Smyczek    | 6            | 6            |  |
|  | 6           | Peter Polansky | Peter Polansky | 2           | 2           |  |  |              |                |                |              |              |  |

### Sezione 4
|  | Primo turno | Primo turno     | Primo turno     | Primo turno | Primo turno |  |  | Ultimo turno | Ultimo turno    | Ultimo turno    | Ultimo turno | Ultimo turno |  |
|  |             |                 |                 |             |             |  |  |              |                 |                 |              |              |  |
|  | 4           | Tobias Kamke    | Tobias Kamke    | 3           | 64          |  |  |              |                 |                 |              |              |  |
|  | Alt         | Akira Santillan | Akira Santillan | 6           | 7           |  |  | Alt          | Akira Santillan | Akira Santillan | 6            | 6            |  |
|  | Alt         | Philip Bester   | 2               | 7           | 2           |  |  | 7            | Benjamin Becker | Benjamin Becker | 1            | 2            |  |
|  | 7           | Benjamin Becker | 6               | 62          | 6           |  |  |              |                 |                 |              |              |  |